# استان چاچاپویاس
استان چاچاپویاس (به اسپانیایی: Provincia de Chachapoyas) یک استان در پرو است که در منطقه آمازوناس واقع شده‌است.استان چاچاپویاس ۳٬۳۱۲٫۳۷ کیلومتر مربع مساحت و ۴۹٬۵۷۳ نفر جمعیت دارد و ۲٬۳۳۵ متر بالاتر از سطح دریا واقع شده‌است.